# Rippenrohr

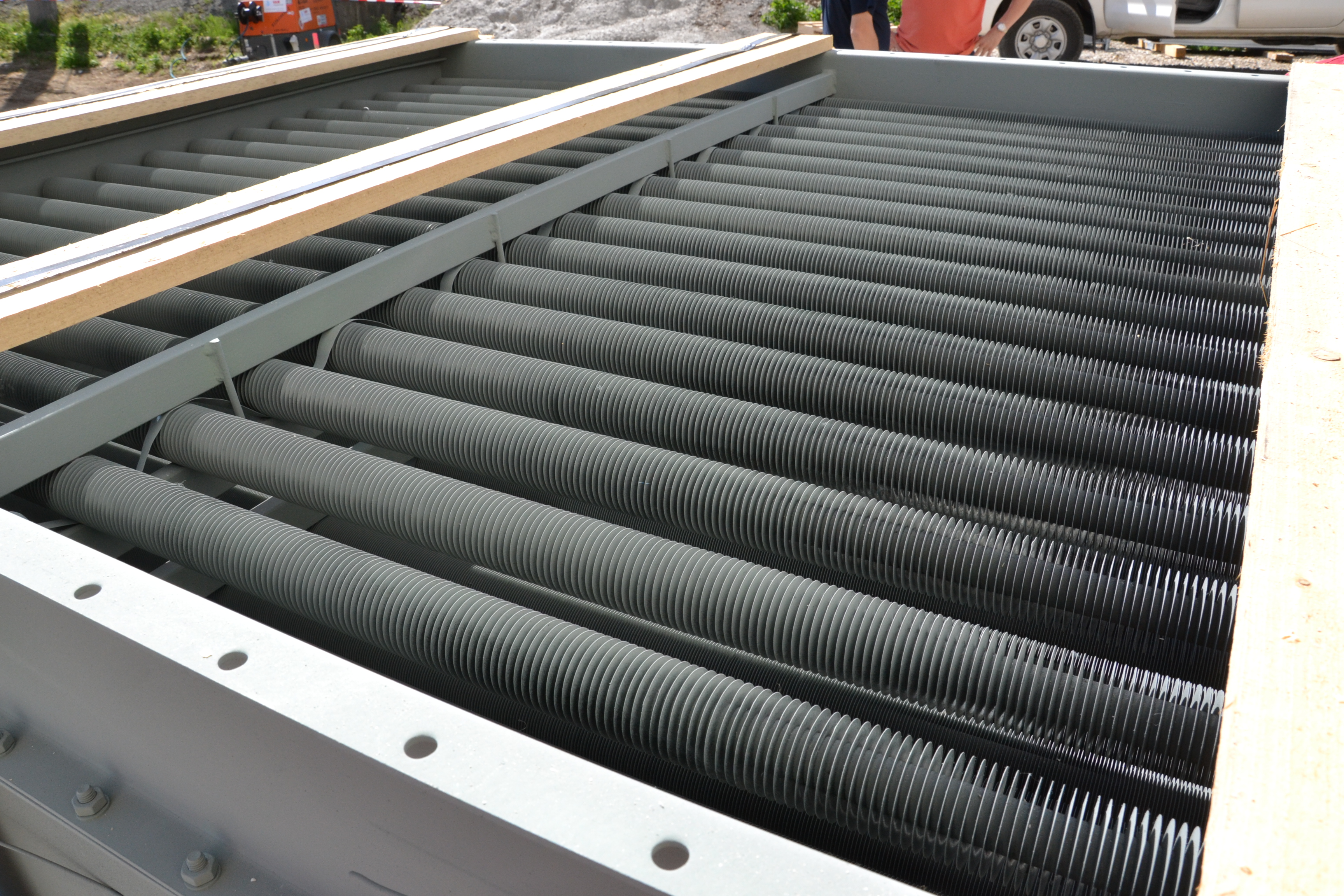
Rippenrohre eines dampfbeheizten Wärmetauschers zur Luftvorwärmung des Heizkessels des Biomasseheizkraftwerkes Steyr (aufgenommen vor dem Einbau).

Ein Rippenrohr ist ein rohrförmiges Bauteil, das zur Verbesserung der übertragbaren Wärme- oder Kälteleistung Rippen aus gut wärmeleitendem Material besitzt. Die Rippen dienen zur Vergrößerung der Rohroberfläche und können auf der Außenseite zum Beispiel durch Walzen (ähnlich dem Gewindewalzen), durch Auflöten b.z.w. Schweißen, durch Aufpressen oder Einnuten in die Rohrwand hergestellt werden.
Auch auf der Rohrinnenseite können Rippen gewalzt, gezogen oder als Press- oder Blechprofile eingebracht werden. Rippen werden fast immer auf der Seite der tieferen Wärmeübergangszahlen angeordnet, da die Wirksamkeit der Berippung umso besser ist, je kleiner die Wärmeübergangszahlen sind.
Es gibt eine Vielzahl von Ausführungsvarianten.
Rippenrohre dienen in der Regel als Wärmeübertrager. Typische Anwendungen in der Haustechnik sind Unterflur-Konvektoren und Heizleisten.
Einsatzgebiete sind die Heizungstechnik, die Kälte- und Klimatechnik, der Apparate- und Anlagenbau sowie die Automobilindustrie. Als Werkstoffe werden Aluminium, Edelstähle, Kupfer und Kupferlegierungen, Polypropylen, Stahl, Titan und Werkstoffe auf Nickelbasis eingesetzt.
Ist eine hohe Betriebssicherheit (zum Beispiel bei aggressiven Medien) gefordert, werden spezielle doppelwandige Rohre, bei Bedarf mit Leckanzeigeeinrichtung, eingesetzt.